# Modelo de colores

Modelo de color RGB

Un modelo de colores es un modelo matemático abstracto que permite representar los colores en forma numérica, utilizando típicamente tres o cuatro valores o componentes cromáticos (por ejemplo RGB y CMYK son modelos de colores). Es decir, un modelo de colores sirve en una aplicación que asocia a un vector numérico un elemento en un espacio de color.
Dentro del espacio de colores de referencia, el subconjunto de colores representado con un modelo de color es también un espacio de colores más limitado. Este subconjunto se denomina gama y depende de la función utilizada por el modelo de colores. Así, por ejemplo, los espacios de colores Adobe RGB y sRGB son diferentes, aunque ambos se basan en el modelo RGB.

## Entender el concepto
Se sabe que se puede generar una vasta gama de colores por mezcla aditiva de los colores primarios rojo, azul y verde. Estos colores juntos determinan un espacio de colores. Se puede imaginar este espacio como un cubo alineado al sistema de coordenadas de un espacio tridimensional, en el cual la cantidad de color rojo se representa a lo largo del eje X y la cantidad de amarillo a lo largo del eje Z. En esta representación, cada color tiene una posición única.
A partir de que el «espacio de colores» es un término más específico para una determinada combinación particular de un modelo de colores, más un color que hace un seguimiento de la función, el término «espacio de colores» tiende a utilizarse para identificar al modelo de colores, y cuando se identifica un espacio de colores se identifica automáticamente el modelo relacionado con el color. Sin formalismos, los dos términos se usan indistintamente, aunque esto es rigurosamente incorrecto. Por ejemplo, aunque diversos espacios de colores se basen en el modelo de RGB, no es lo mismo que el espacio de colores RGB.
En un sentido genérico de las definiciones que se han expuesto, el espacio de colores se puede definir sin el uso de un modelo de colores. Estos espacios, tales como Pantone, son, en realidad, un conjunto de nombres o cifras que se definen por un conjunto correspondiente a las muestras físicas del color.

## Lista de modelos de colores
Véase también: Modelos aditivos y espacios de color
Los modelos de colores más usados son:
- Modelo de color RGB
- Modelo de color CMYK
- Modelo de color HSL
- Modelo de color HSV
- Modelo tradicional de coloración